# Lamprolia klinesmithi
El cola de seda de Natewa (Lamprolia klinesmithi) es una especie de ave paseriforme de la familia Rhipiduridae endémica de la isla de Vanua Levu, en Fiyi. Anteriormente se consideraba una subespecie del cola de seda de Taveuni (Lamprolia victoriae).
El nombre de la especie, klinesmithi, conmemora a Theodor Kleinschmidt, recolector del Museo Godeffroy de Hamburgo, que consiguió el primer espécimen.

## Descripción
Los cola de seda de Natewa son pájaros pequeños, rechonchos y principalmente negros, que miden unos 10 cm y pesan entre 10 y 12,5 g. Tienen alas largas y redondeadas, y cola corta y redondeada. El plumaje de los machos es negro aterciopelado con brillo iridiscente metálico en el píleo y el pecho, y una mancha blanca en el obispillo que se extiende por la mayor parte de la cola. Los bordes de la cola son negros, y a veces la punta tiene la misma iridiscencia que las demás partes del cuerpo. La hembra es similar al macho, salvo que es menos brillante, y los inmaduros son de coloración más apagada que los adultos y pueden tener la mancha del obispillo anteada. El iris de la especie es oscuro, y las patas y el pico es negruzco. Su pico es robusto y con la punta ligeramente curvado hacia abajo. Sus patas son largas y sus dedos fuertes. El cola de seda de Natewa es más pequeño y tiene un plumaje más iridiscente que el cola de seda de Taveuni.

## Distribución y hábitat
Este cola de seda es endémico de los bosques de Vanua Levu en Fiyi, donde se encuentra solo en el este de la isla, en la península de Natewa. Ocupa los bosques húmedos tropicales maduros, y también los fragmentos de bosque y hábitats modificados por los humanos como las plantaciones cercanas a los bosques naturales.

## Comportamiento
Son pájaros esquivos, activos principalmente en el amanecer, que suelen encontrarse en solitario o en pequeñas bandadas.
Se alimenta principalmente de insectos y otros artrópodos, y gusanos.

## Estado de conservación
Este cola de seda tiene un área de distribución muy restringida, en los bosques de solo una parte de una isla. Está ausente de hábitats aparentemente apropiados de Vanua Levu, donde solo ocupa la península de Natewa. La tala generalizada de los boques, en especial para plantaciones de caoba, condujo a clasificarlo como especie vulnerable en 1994. Aunque está sufriendo pérdida de hábitat, todavía no está gravemente fragmentado, por lo que en 2006 su clasificación se cambió a especie casi amenazada. Su población se estima entre 3000 y 6000 parejas.